# Luis Michael Dörrbecker

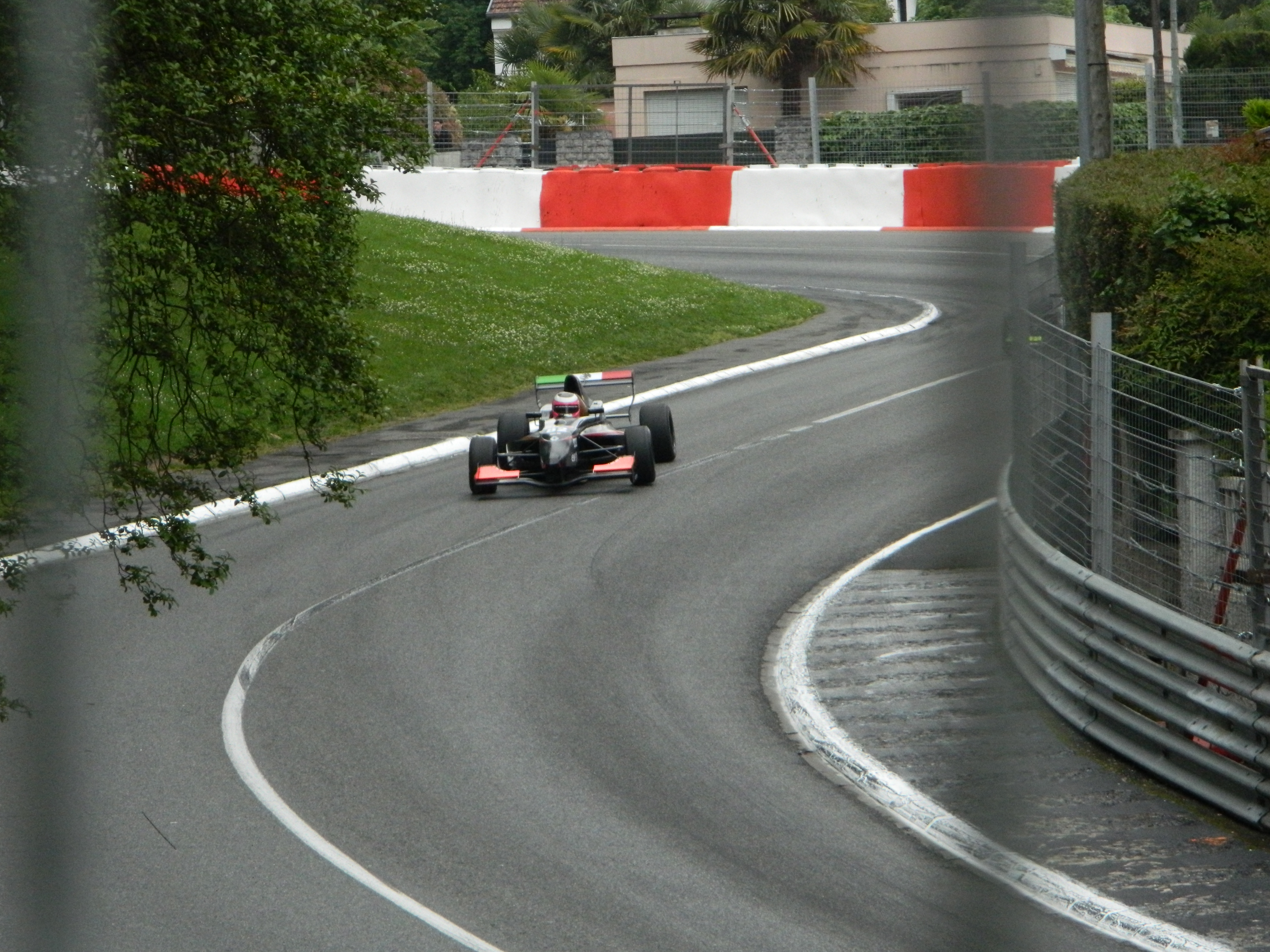
Luis Michael Dörrbecker in 2012 op het Circuit de Pau in de Formule Renault 2.0 Alps.

Luis Michael Dörrbecker (Gifhorn, Duitsland, 9 januari 1993) is een Mexicaans autocoureur.

## Carrière
Dörrbecker begon zijn autosportcarrière in het karting in 2003, het jaar waarin hij als vijftiende eindigde in de Cadet-klasse van de Mexicaanse Super Karts Cup. In 2005 en 2006 won hij de ICA Junior-klasse van dit kampioenschap, terwijl hij in 2007 het NACAM Formula Kart Rotax Championship won.
In 2008 stapte Dörrbecker over naar het formuleracing, waarbij hij reed in de Novatos 1800cc-klasse van de Mexicaanse Formule Vee. Hij nam deel aan de helft van de twaalf races, waarvan hij er vier won. Hierdoor eindigde hij met 225 punten als vierde in het kampioenschap.
In de winter van 2008 op 2009 reed Dörrbecker in de Skip Barber Southern Regional Series, waarin hij achter Dennis Trebing als tweede eindigde. Hij had in het seizoen 2009 geen vast zitje, maar nam wel deel aan vier races van het Skip Barber National Championship en twee races van de LATAM Challenge Series.
In 2010 had Dörrbecker opnieuw geen vast zitje. Hij reed wel in zes van de veertien races in het Skip Barber National Championship, waarbij hij één race wist te winnen en het kampioenschap als tiende afsloot. Ook reed hij zijn eerste races in Europa, hij reed in het raceweekend op het Misano World Circuit in de Italiaanse Formule Renault 2.0 voor het team Facondini Racing. In de eerste race kwam hij niet aan de finish, om als elfde te eindigen in de tweede race.
In 2011 stapte Dörrbecker fulltime over naar Europa in de Italiaanse Formule Renault voor Facondini. In het raceweekend op de Red Bull Ring behaalde hij zijn eerste podiumplaats in de klasse, die hij als negende afsloot met 103 punten. Ook maakte hij zijn GT-debuut in Mexico in de Turismos de Resistencia, waar hij aan deelnam met zijn vader Michael Dörrbecker.
In 2012 reed Dörrbecker in de Formule Renault 2.0 Alps voor het Team Torino Motorsport. Na vier van de zeven raceweekenden, waarin zijn beste resultaat een negende plaats was op het Autodromo Enzo e Dino Ferrari, verliet hij het kampioenschap. Met twee punten, behaald met deze negende plaats, eindigde hij als 25e in het kampioenschap.
In 2013 nam Dörrbecker deel aan de eerste drie raceweekenden van de Formule Abarth voor Torino Motorsport. Zijn beste resultaat in deze races was een tweede plaats op de Adria International Raceway. Uiteindelijk eindigde hij als zevende in het kampioenschap met 52 punten.
In 2014 neemt Dörrbecker deel aan het Acceleration 2014-kampioenschap in de Formula Acceleration 1. Hij rijdt hier voor het Acceleration Team Mexico.